# Новопесчаная улица
Новопесча́ная улица — улица в районе Сокол Северного административного округа города Москвы. Расположена между Ленинградским проспектом и улицей Зорге.
Улица образовалась в 1948 году на землях бывшего подмосковного села Всехсвятского. Своё название получила по характеру грунта. Застройка улицы велась быстрыми темпами с применением индустриальных методов и была в основном завершена к середине 1950-х годов. Дома Новопесчаной улицы имеют от 4 до 9 этажей. В архитектуре зданий были использованы различные декоративные элементы.

## Географическое расположение

Мемориальная доска
«Улица Вальтера Ульбрихта»

Новопесчаная улица начинается на площади Расковой, где она пересекается с Ленинградским проспектом. Улица идёт прямо до Песчаной площади, последовательно пересекая улицу Луиджи Лонго, 2-ю Песчаную, площадь Фиделя Кастро, Песчаный переулок. На Песчаной площади Новопесчаная улица поворачивает направо примерно на 45°, пересекает улицу Куусинена и заканчивается на перекрёстке с улицей Зорге. Нумерация домов начинается от Ленинградского проспекта.
Рельеф Новопесчаной улицы обусловлен влиянием рек Таракановки и Ходынки, ныне протекающих в коллекторах. Наивысшая точка находится на площади Расковой (160 м), а наиболее низкие участки — на пересечениях с улицами 2-й Песчаной и Зорге (150 м).

## Происхождение названия
Своё название улица получила в 1948 году по песчаному характеру грунта. В названии улицы был подчёркнут также новый этап застройки местности (противопоставление старой Песчаной улице, расположенной неподалёку). Изначально, согласно принятым нормам орфографии, улица именовалась Ново-Песчаная, а после введения новых правил в 1956 году написание было изменено на Новопесчаная. В 1973 году Новопесчаная была переименована в улицу Вальтера Ульбрихта в память о бывшем руководителе ГДР Вальтере Ульбрихте (1893—1973). 25 октября 1994 года улице было возвращено историческое название.

## История
Местность, по которой проходит Новопесчаная улица, ранее относилась к подмосковному селу Всехсвятскому. В начале XX века на южной части территории современной улицы располагались бараки 3-го военного училища и пехотный лагерь. Восточнее размещалось Александровское убежище для инвалидов Русско-турецкой войны. Западнее находился дачный посёлок «Песчаный» и старый усадебный сад. В 1915 году этот сад стал частью Московского Братского кладбища для жертв Первой мировой войны (кладбище занимало среднюю часть современной улицы).
В 1917 году Всехсвятское вошло в состав Москвы. В 1932 году Братское кладбище было ликвидировано: центральная его часть была превращена в парк, а в северо-восточной части поставили парники. Оставшуюся территорию предполагалось застроить.
Дома Новопесчаной улицы, выходящие на Ленинградский проспект, были построены ещё до Великой Отечественной войны (дома 67/1 и 69С1 по Ленинградскому проспекту). На оставшейся территории улицы масштабного строительства не вели до конца 1940-х годов. Эту территорию занимали пустыри, бараки и сельские постройки.
В 1948 году здесь начало развиваться массовое жилищное строительство. Новопесчаная улица стала центральной в новом районе Песчаных улиц. Вместе с ней появились 1-я, 2-я, 3-я, 5-я и 7-я Песчаные улицы. Генеральный план застройки разработал архитектор П. В. Помазанов, строительство вела группа архитекторов под руководством З. М. Розенфельда. Кварталы Новопесчаной улицы стали первым экспериментом по широкому использованию сборных заводских элементов.
Первая очередь строительства на Новопесчаной улице (от Ленинградского проспекта дo улицы Луиджи Лонго) состояла из четырёх- и пятиэтажных домов, сооружённых в 1948—1949 годах. Вторая очередь строительства между улицами Луиджи Лонго и 2-й Песчаной была начата в 1949 году. Она охватывала девять корпусов в семь — восемь этажей. В 1950 году было начато строительство третьей очереди между 2-й и 3-й Песчаными улицами, это самый крупный квартал застройки на Новопесчаной улице. До начала 1950-х годов новые дома Новопесчаной и прилегающих улиц имели единую нумерацию по Песчаной улице. В 1951—1955 годах были построены кварталы между Новопесчаной и улицей Сальвадора Альенде. В это же время застраивают кварталы на участке от Песчаной площади до улицы Зорге. В 1954 году начинается застройка соседней улицы Куусинена. Кварталы на этой улице некоторое время нумеровали как продолжение Новопесчаной.
В 1951 году по Новопесчаной улице был пущен автобусный маршрут, а в 1954 году появилась троллейбусная линия. В конце 1950-х участок речки Таракановки, расположенный параллельно улице, был убран в подземный коллектор. Проезжая часть Новопесчаной между улицами Луиджи Лонго и 2-й Песчаной была расширена вдвое, посреди улицы был образован бульвар. Тогда же был построен широкоэкранный кинотеатр «Ленинград».
В 2017 году безымянной площади на пересечении Новопесчаной и 2-й Песчаной улиц было присвоено имя Фиделя Кастро. В 2022 году на этой площади был торжественно открыт памятник Фиделю Кастро.

## Примечательные здания и сооружения

### Дома у Ленинградского проспекта (№ 69С1, 1/67 и 3К1)
Три сталинских дома, стоящие в самом начале улицы, отличаются по своей архитектуре от остальной застройки. Дома № 69С1 и 1/67, у которых начинается Новопесчаная улица, имеют нумерацию по Ленинградскому проспекту. Эти здания довоенной постройки. Дом № 69С1 построен в 1940 году по проекту архитектора В. И. Ерамишанцева для рабочих, инженеров и конструкторов авиационной промышленности. Дом имеет 6—8 этажей. В нём расположено отделение почты 125057. На стене дома № 69С1 установлена памятная плита «Улица Вальтера Ульбрихта». Перпендикулярно линии улицы к дому № 69С1 пристроен 7-этажный жилой дом № 2А; в этом доме жил офтальмолог Святослав Фёдоров.
Дом № 1/67 расположен на другой стороне улицы и имеет 6 этажей. После войны к нему вплотную был пристроен семиэтажный дом № 3К1 — жилой дом кооператива «Медик» (архитекторы А. В. Афанасьев и Г. В. Щуко). По мнению архитектора М. Г. Бархина, дом 3К1 выглядит инородным телом в ансамбле Новопесчаной улицы. В этом доме жили эмбриолог Татьяна Детлаф и её брат, физик Андрей Детлаф, писатель Юлий Даниэль, провёл последние годы жизни писатель Вениамин Каверин. В 1950-х—1960-х годах здесь жил геолог и геохимик, один из создателей современной литологии Н. М. Страхов.

### Первая очередь застройки (№ 4, 5, 6, 7, 8, 9, 11)

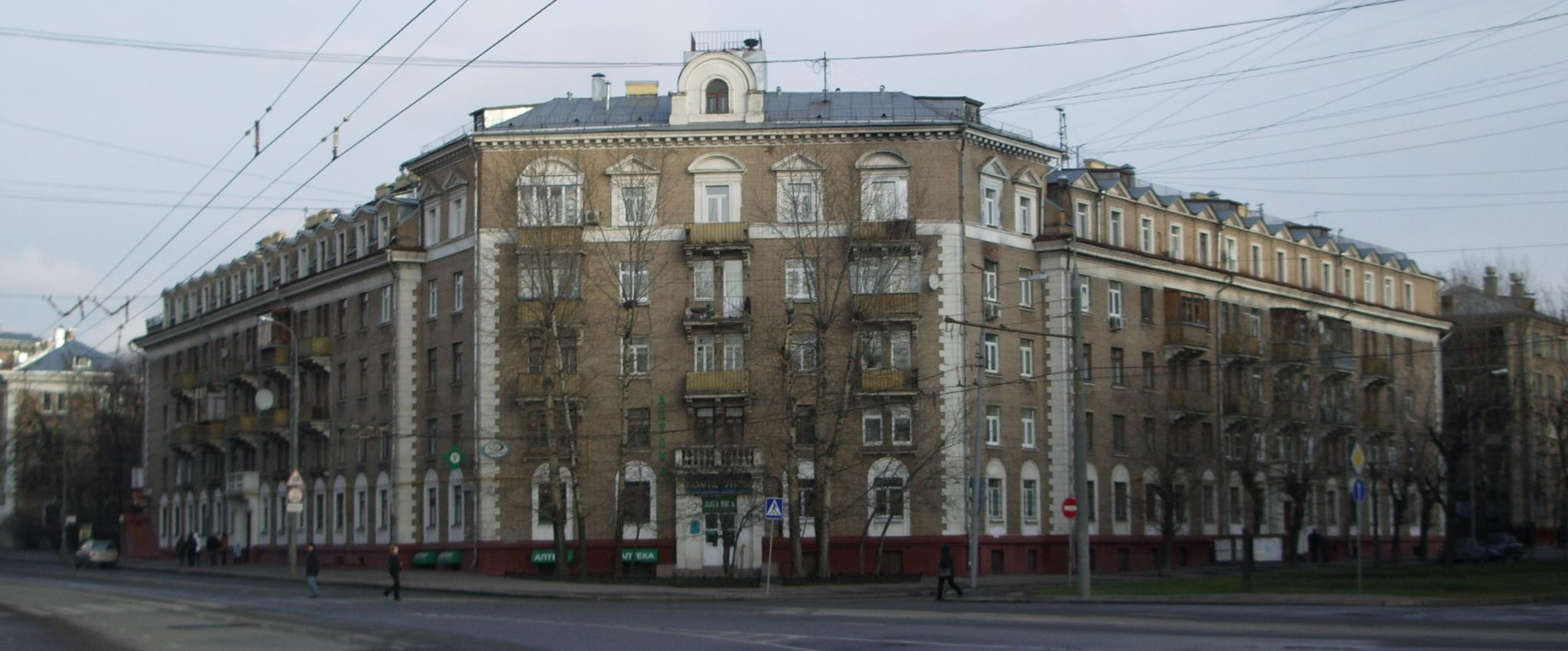
Новопесчаная ул, д. 11

Строительство первой очереди района Песчаных улиц было начато в 1948 году. Авторами проектов зданий первой очереди были архитекторы В. П. Сергеев, Е. Н. Пучков и А. В. Болонов. Были сооружены 7 домов (14 корпусов). Из них 8 четырёхэтажных корпусов имели по 35 квартир, и 6 пятиэтажных корпусов имели по 44 квартиры в каждом. Эти дома имеют одно-, двух- и трёхкомнатные квартиры однотипной планировки. Межэтажные перекрытия состоят из железобетонных плит; перегородки из гипсовых плит или шлаковых камней. Фасады домов облицованы белым силикатным кирпичом. Дома первой очереди имеют относительно скромные типовые архитектурные украшения. Углы домов покрыты белыми бетонными блоками в виде рустов, оконные проёмы первого этажа обрамлены бетонными наличниками.
Восемь четырёхэтажных корпусов (дома № 4, 5, 6, 7, 9) имеют объём около 80 000 м³. Угловые дома № 8 и 11, расположенные у пересечения с улицей Луиджи Лонго, состоят каждый из трёх типовых корпусов. Их общий объём тоже 80 000 м³. Эти дома имеют мансардные этажи, а их центральные секции приподняты. Благодаря таким архитектурным приёмам угловые дома вносят разнообразие в застройку.

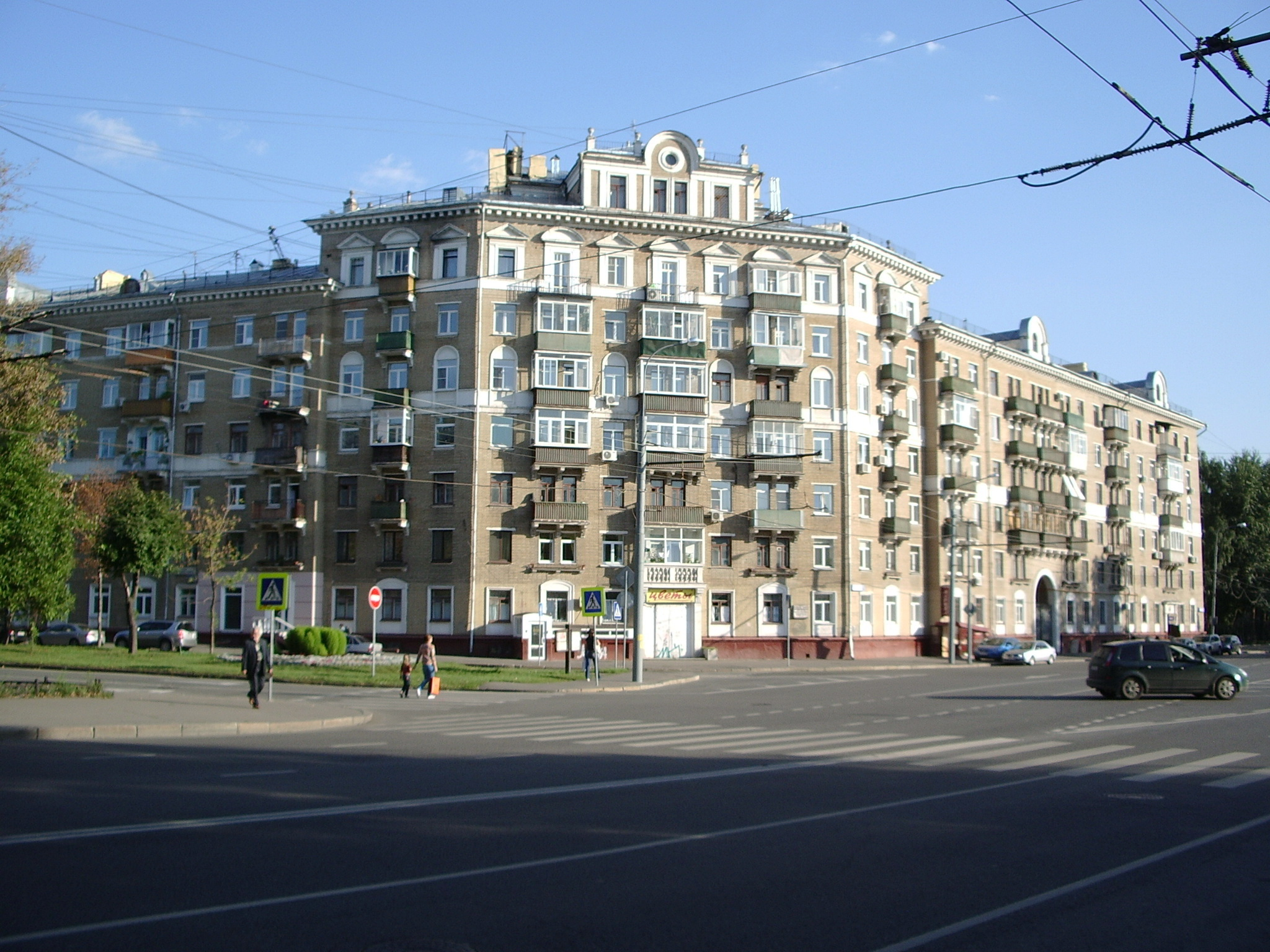
Новопесчаная ул, д. 13

Бетонные детали и декоративные украшения изготавливали на заводе, а на стройплощадке осуществляли только их сборка. Благодаря этому строительство шло очень высокими темпами: 4-этажный дом возводился за 96, а 5-этажный — за 120 рабочих дней. К 1949 году все здания первой очереди были уже построены.
В доме № 7 жил пианист и педагог Владимир Софроницкий. В доме № 8 жили советский востоковед-синолог М. Ф. Юрьев, юрист и экономист, ректор МГУ И. Д. Удальцов, советский писатель С. А. Баруздин. В третьем корпусе дома № 8 жил советский лингвист Н. С. Чемоданов.

### Вторая очередь застройки (№ 13, 15, 17)
Застройка второй очереди района Песчаных улиц началась летом 1949 года. Она охватывала девять зданий, из которых к Новопесчаной улице относятся два жилых дома (дома № 13 и 17) и школа (дом № 15). Боковые корпуса дома № 13 шестиэтажные, а центральная его часть повышена до семи этажей и имеет мезонин. Изначально дом имел декоративную балюстраду (впоследствии демонтированную из соображений безопасности). В доме жил футболист Олег Тимаков. Четырёхэтажное здание школы № 1384 (ранее № 144; Новопесчаная ул., д.15) построено по типовому проекту архитектора Л. А. Степановой. Дом № 17 состоит из двух боковых шестиэтажных корпусов и семиэтажного среднего. В местах примыкания боковых корпусов устроены арки. Стены дома облицованы силикатным кирпичом, окна первого этажа обрамлены бетонными наличниками.

### Третья очередь застройки (№ 14, 16, 19, 20, 21, 22, 23, 24, 25, 26, 28)

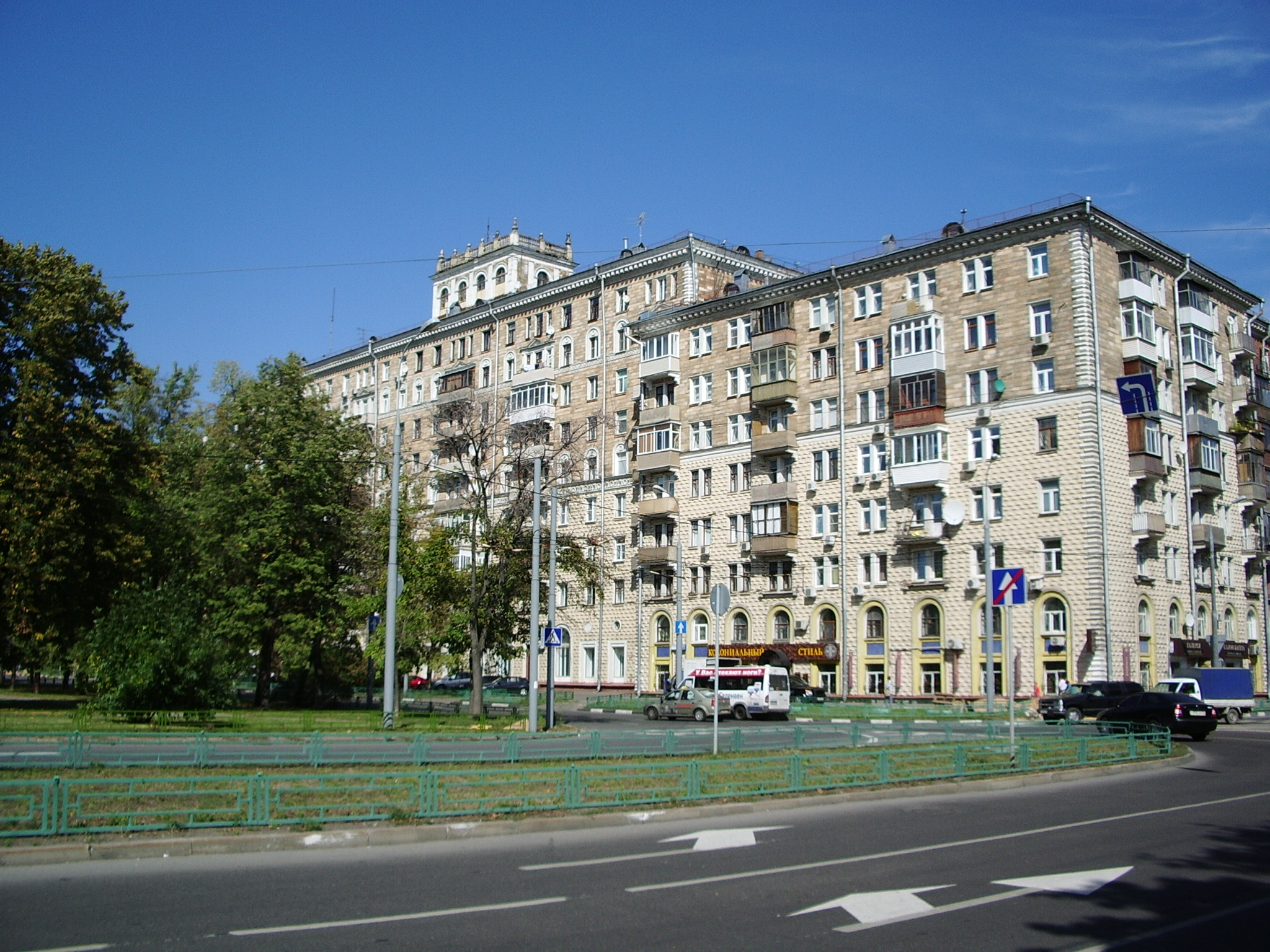
Новопесчаная ул, д. 23

Дома третьей очереди района Песчаных улиц по архитектуре во многом схожи с домом № 17. Застройка была начата в 1950 году, были применены целиком индустриальные методы строительства. Дома третьей очереди имеют 6—9 этажей. Самым высоким является дом 23, выходящий на Песчаную площадь. Его центральная секция имеет 9 этажей и надстройку на крыше, в которой предполагалось разместить мастерскую художников. Во дворе дома 23 расположено бомбоубежище. Первые этажи домов, выходящих на Новопесчаную улицу, нежилые и предназначены для магазинов и других организаций. 1 мая 1954 года на первом этаже дома 16/1 был открыт кинотеатр «Дружба» на 237 места, специализировавшийся на показе фильмов для детей и юношества (ныне не действует). Фасады многих домов облицованы керамической плиткой (которая в дальнейшем нередко отваливалась). Широко использовали и другие декоративные детали.
В доме № 14 жил авиаконструктор С. М. Егер, в доме № 19 — писатель, автор сказок об Изумрудном городе Александр Волков, конструктор оружия Борис Шавырин и футболист Николай Дементьев. На фасаде дома № 21 установлены две мемориальные доски, сообщающие, что в нём жили академик Сергей Александрович Лебедев и филолог Василий Абаев. В этом же доме жили физик Л. Н. Хитрин и химик А. Н. Башкиров. В доме № 22 в 1960—1981 годах жил генерал-лейтенант танковых войск, Герой Советского Союза Н. М. Филиппенко. В доме № 23 в 1952—1996 годах жил лётчик, Герой Советского Союза Николай Худяков. Ещё одна мемориальная доска установлена на доме № 16 в память о том, что там жил писатель Георгий Гулиа. В доме 25/23 расположено отделение почты 125252. Дома № 19, 21 и 23 включены в реестр культурного наследия города Москвы как ценные градоформирующие объекты.

### Кинотеатр «Ленинград» (№ 12)

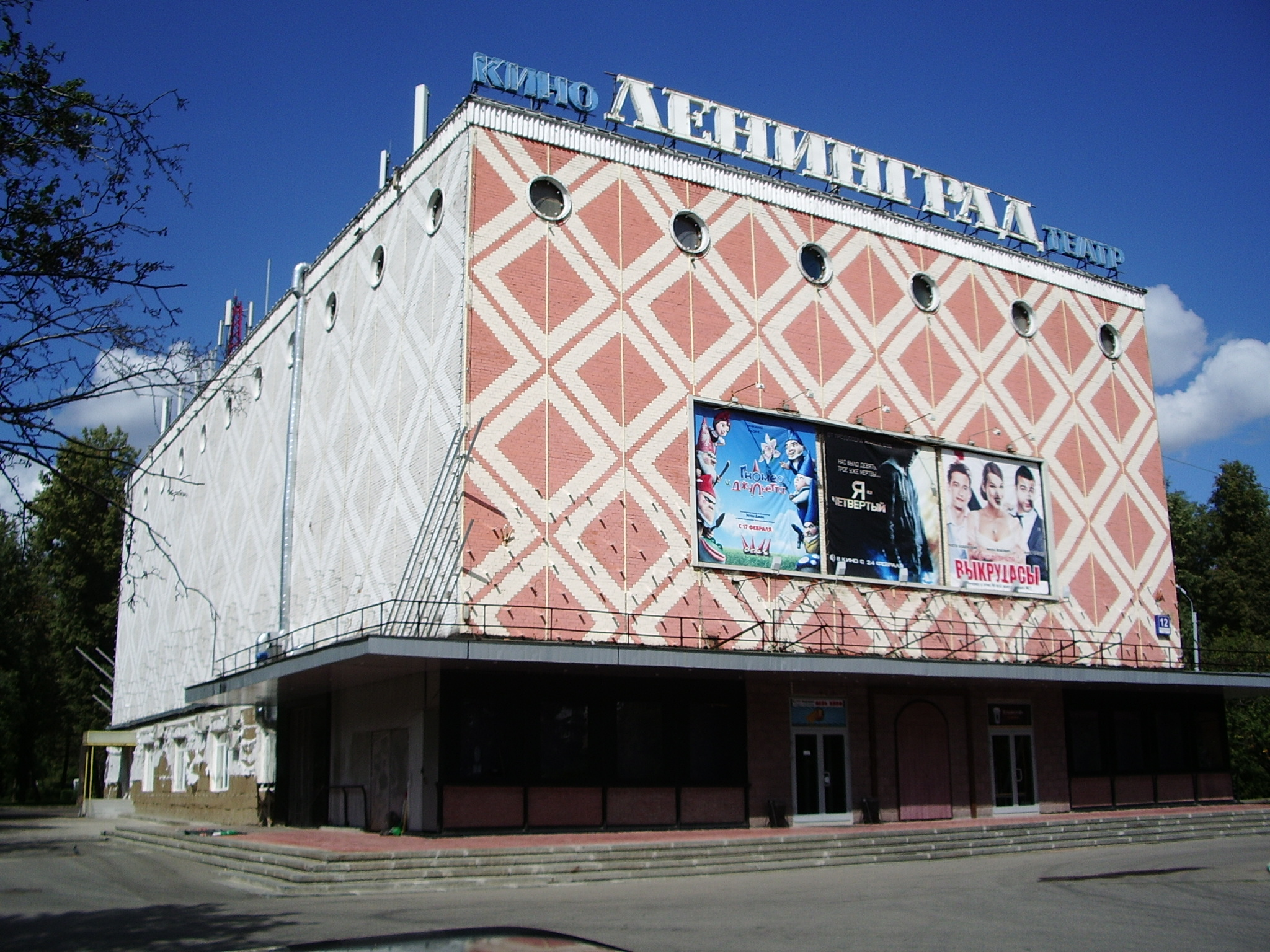
Кинотеатр «Ленинград»

Кинотеатр «Ленинград» был открыт в январе 1959 года. Построен по типовому проекту архитекторов Е. И. Гильмана, Ф. А. Новикова, И. А. Покровского и инженера М. Б. Кривицкого. Облицовка здания красным и белым кирпичом образует сетчатый рисунок, напоминающий орнамент Дворца дожей в Венеции. Кинотеатр имеет статус ценного градоформирующего объекта. Имеется один зрительный зал на 476 мест. С марта 2011 года кинотеатр закрыт на ремонт. На Ломоносовском проспекте, застройка которого также велась в конце 50-х, был построен «близнец» «Ленинграда» — кинотеатр «Прогресс» (в настоящее время — Московский драматический театр под руководством Армена Джигарханяна); другой кинотеатр по тому же проекту построен на улице Зои и Александра Космодемьянских («Рассвет»).
В 2013 году появились планы реконструкция кинотеатра под культурно-просветительские цели. При этом планировалось увеличить площадь здания с 2625 м² до 5600 м² и устроить подземную парковку. 30 июня 2014 года проводился митинг против сноса кинотеатра и строительства на его месте торгово-развлекательного центра. В августе стало известно, что проект отменён. Весной 2017 года кинотеатр лишился неоновой вывески.

### ОМВД района Сокол (№ 9а)
Здание было построено в 1963 году по типовому проекту. Его общая площадь — 1,1 тысячи м². Изначально в нём размещался детский сад на 135 детей. В 1990—2000-х годах в здании размещалась частная школа Натальи Нестеровой. В июле — ноябре 2016 года в здании был проведён капитальный ремонт. После этого здесь было открыто ОМВД района Сокол, до этого размещавшееся в доме 75а по Ленинградскому проспекту. На открытии ОМВД района Сокол 10 ноября 2016 присутствовал мэр Москвы Сергей Собянин.

Дома Новопесчаной улицы
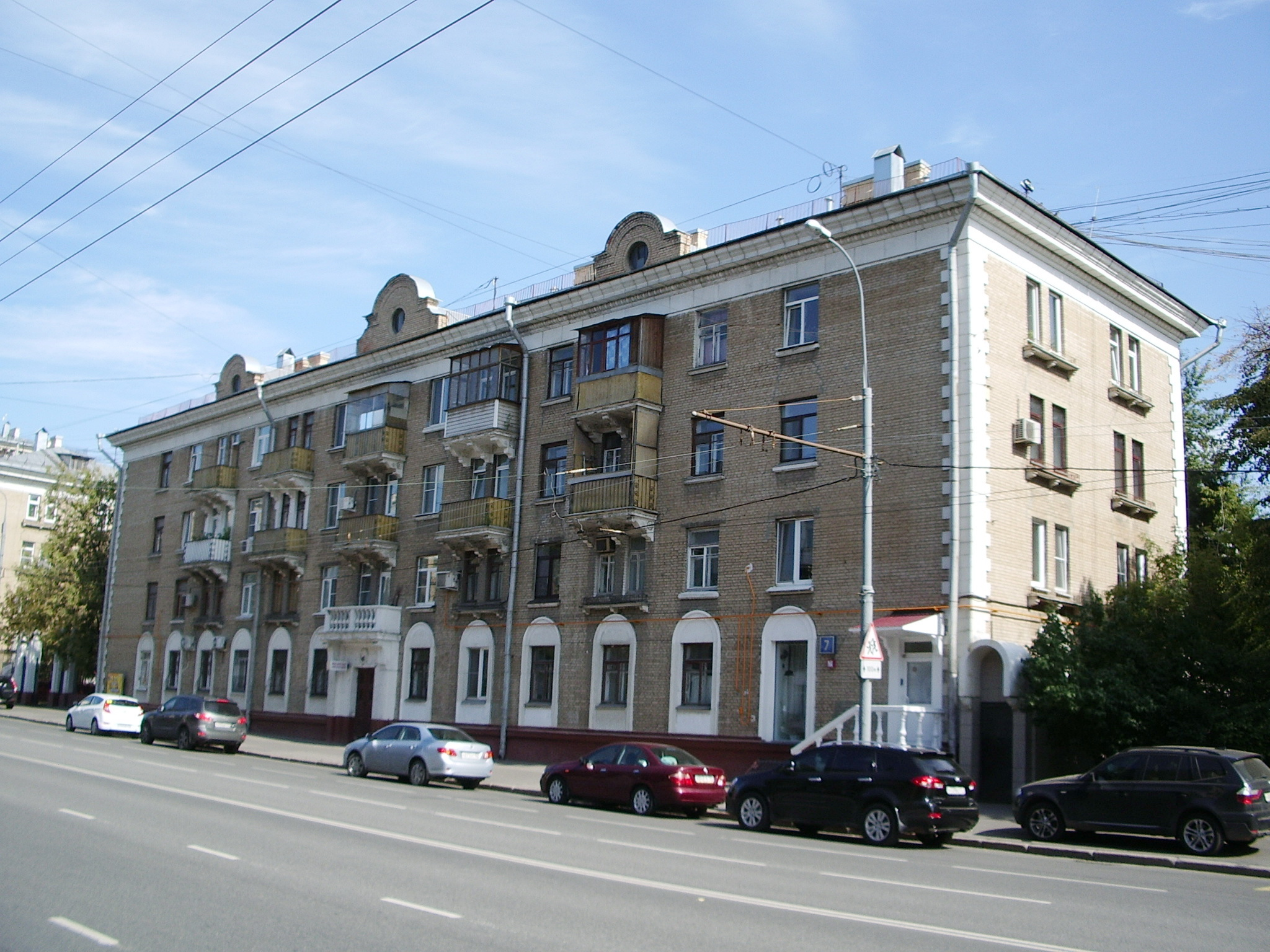
Дом 7
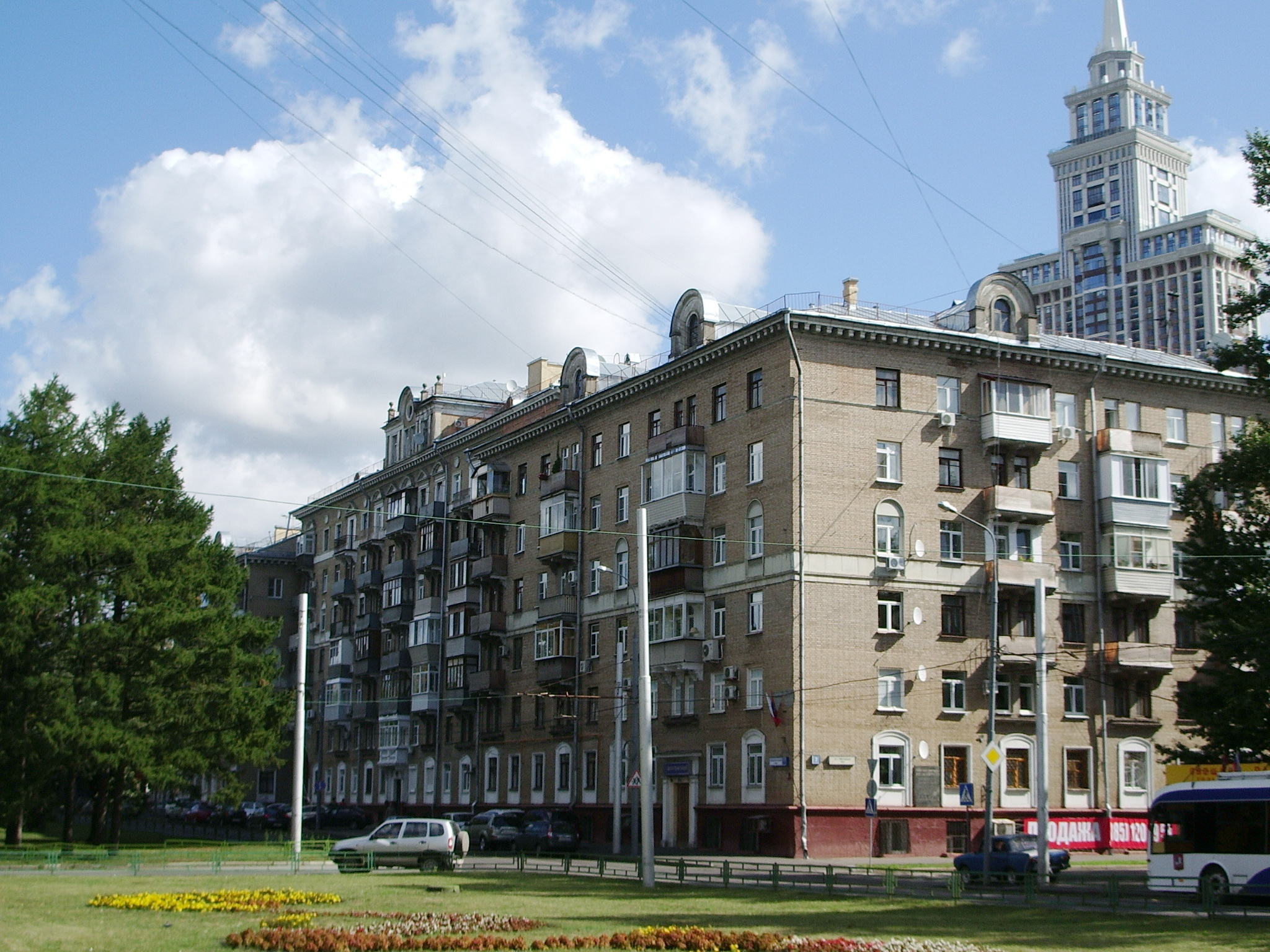
Дом 17
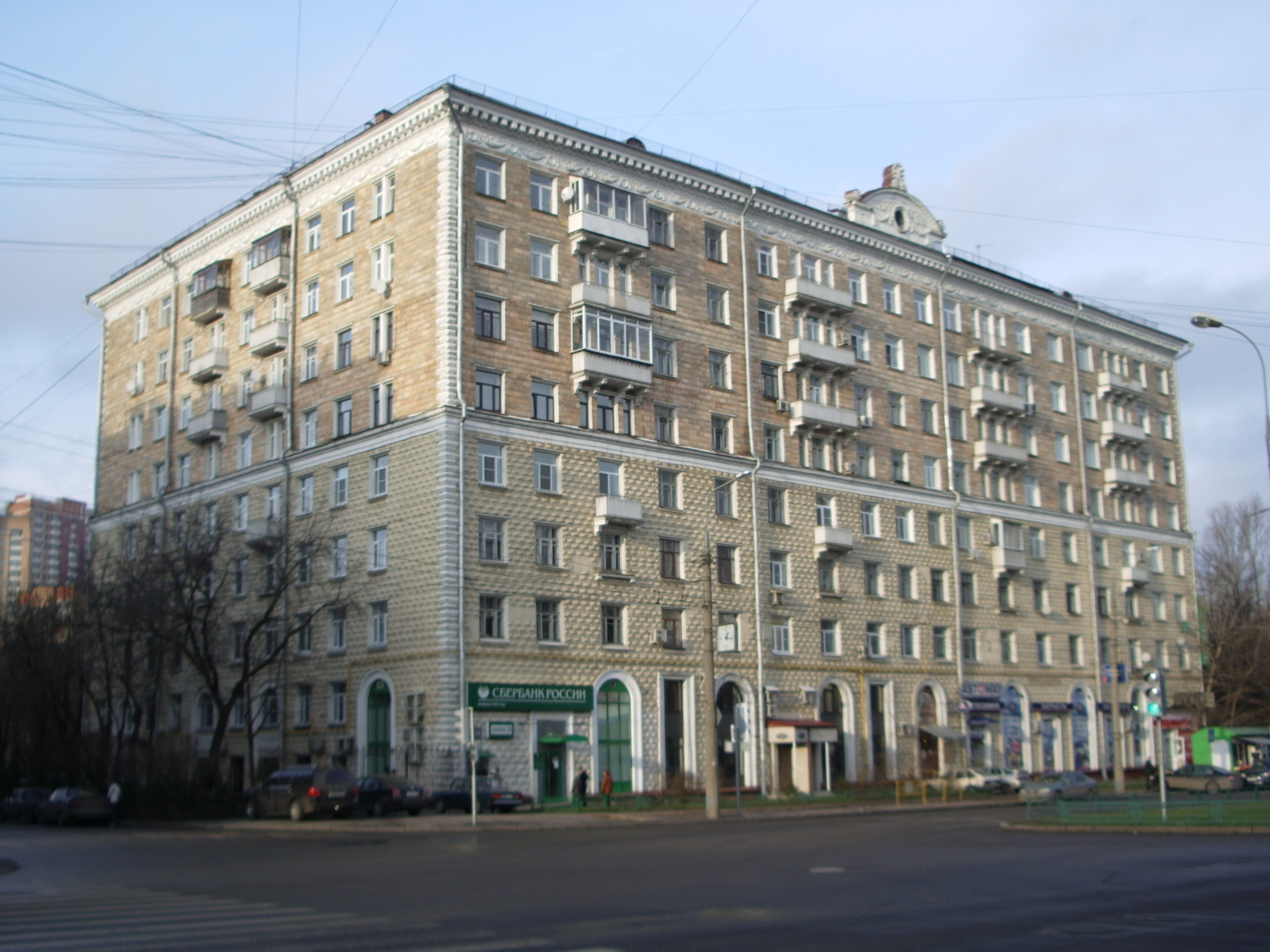
Дом 14

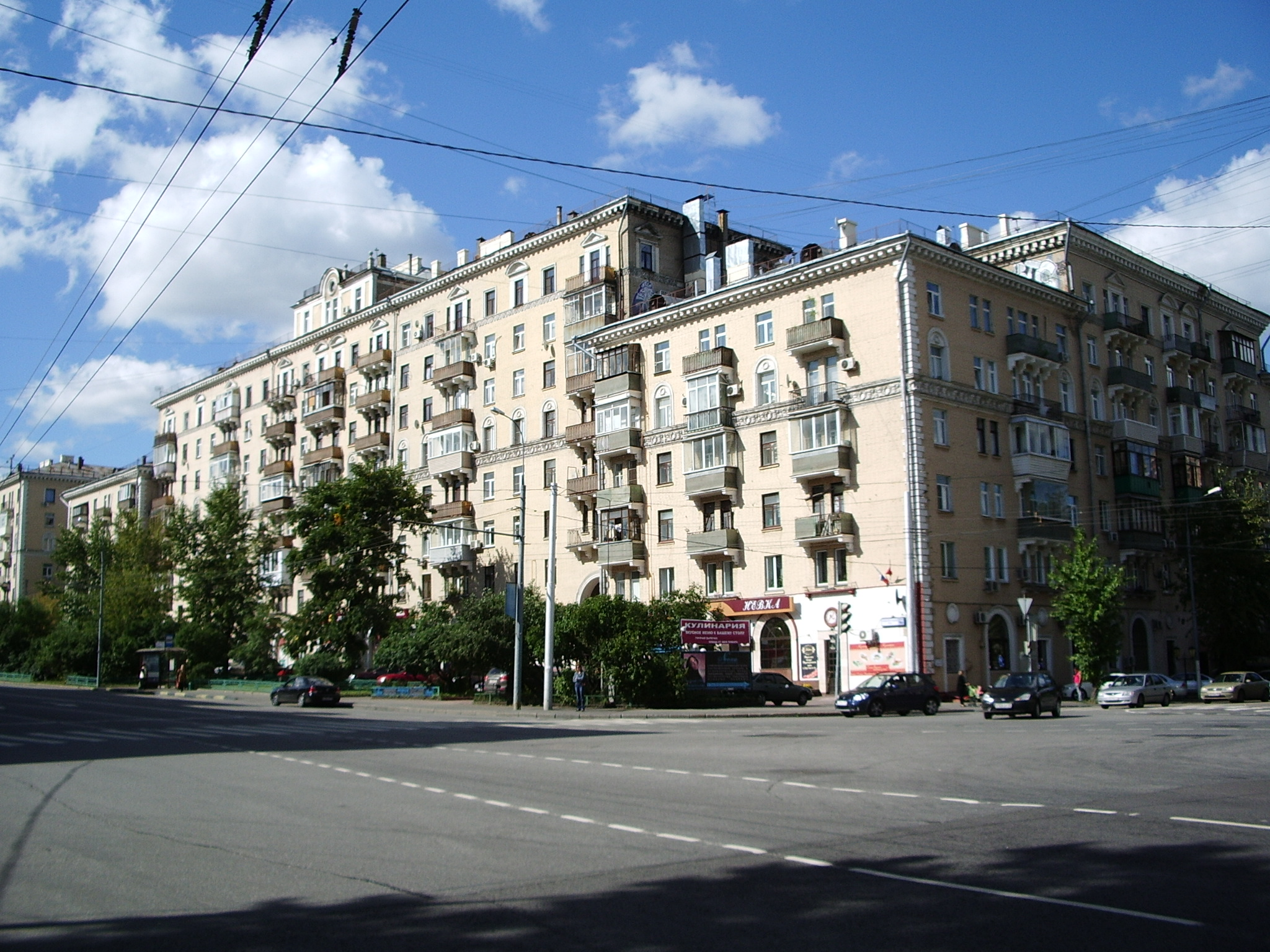
Дом 16
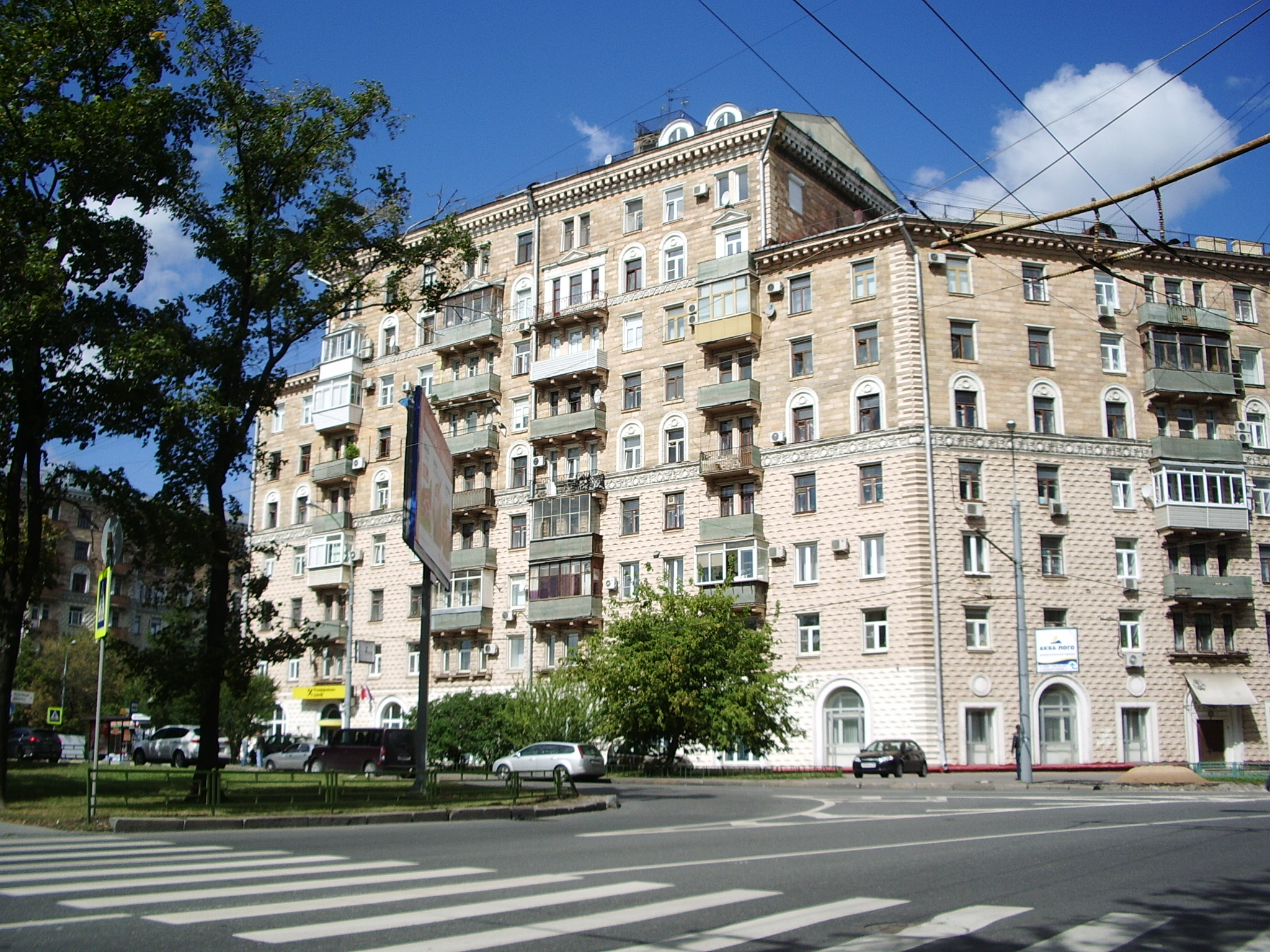
Дом 20
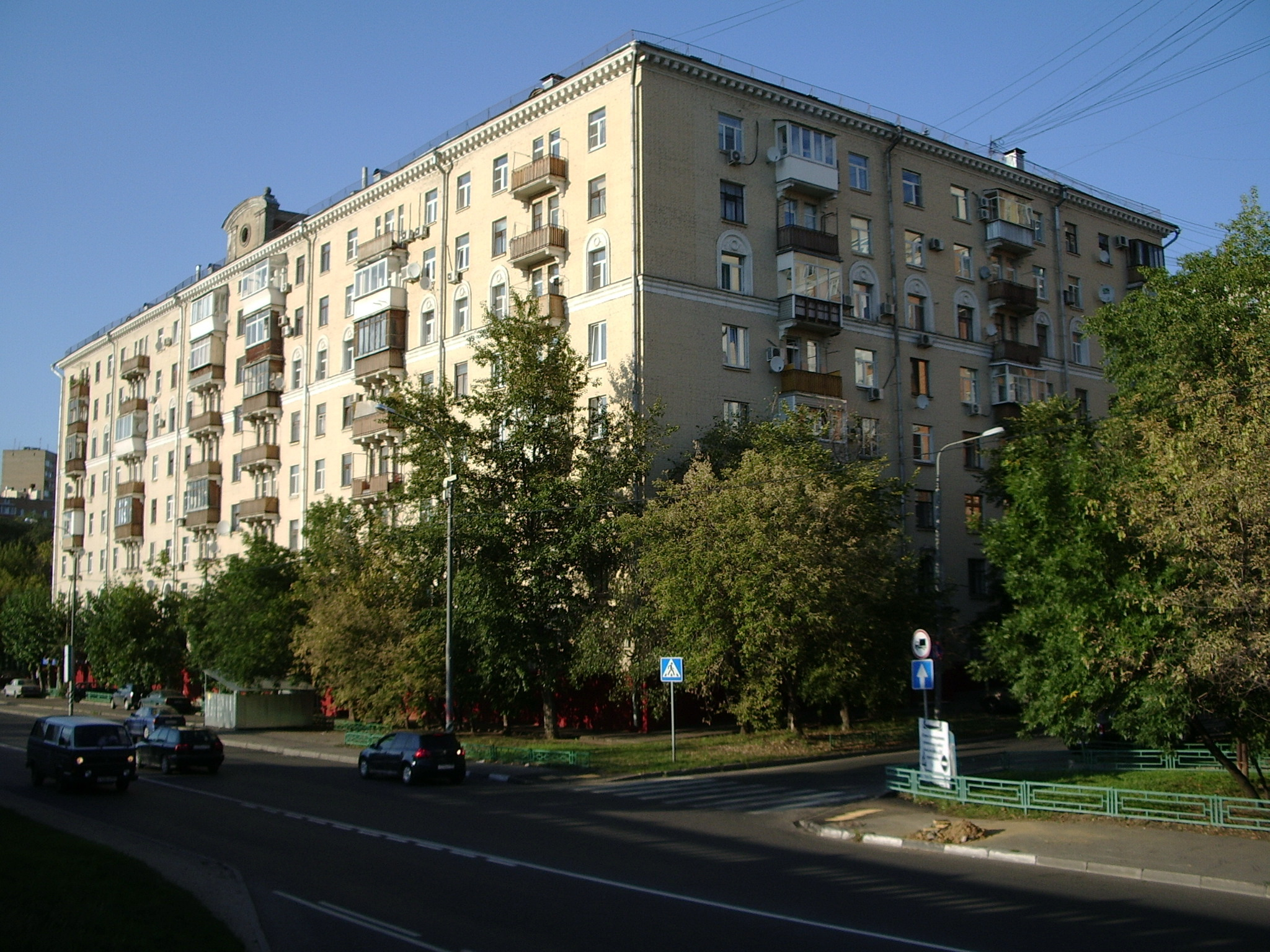
Перекрёсток с ул. Зорге

## Озеленение

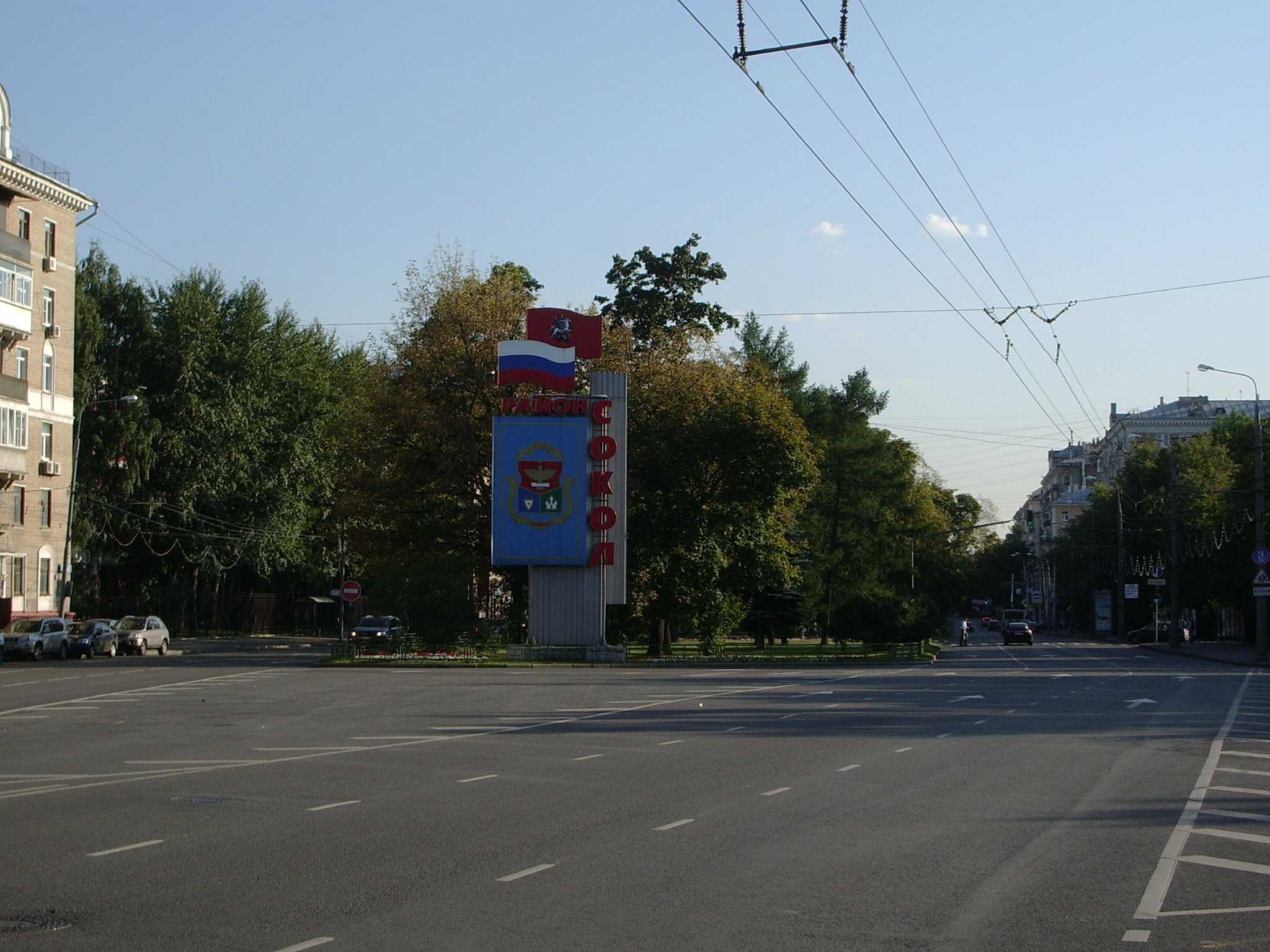
Бульвар на Новопесчаной улице

Новопесчаная улица хорошо озеленена. Участки с зелёными насаждениями расположены напротив домов № 8К1, 8К3 и 9. От улицы Луиджи Лонго до 2-й Песчаной среднюю часть Новопесчаной улицы занимает бульвар площадью 1,3 га. От 2-й Песчаной до улицы Зорге вдоль проезжей части высажены деревья. Кроме того, у Новопесчаной улицы находятся парк и два сквера:
- Мемориальный парк расположен по адресу: Новопесчаная улица, владение 12[62]. Площадь парка — 11,2 га[63]. Парк занимает территорию бывшего Братского кладбища, открытого в 1915 году. На нём были похоронены около 18 тысяч солдат, офицеров, врачей, сестёр милосердия и лётчиков, погибших на Первой мировой войне[64]. В советское время кладбище было ликвидировано, а на его месте разбит парк. В последние десятилетия в парке появился ряд мемориалов и была построена часовня в память о погибших. Мемориальный парк является памятником истории и культуры регионального значения[65].
- Сквер Дивизий Московского Народного Ополчения представляет собой бульвар шириной 100 м посреди 2-й Песчаной улицы[15]. Площадь сквера — 3,5 га[62]. У входа в сквер со стороны Новопесчаной улицы расположена площадка с фонтаном посередине. За фонтаном начинается каштановая аллея. Сквер Дивизий Московского Народного Ополчения является объектом культурного наследия регионального значения[66].
- Сквер на Песчаной площади расположен в центре площади и со всех сторон окружён дорогами. Площадь сквера — 1,1 га[62]. В нём разбито несколько клумб, поставлены скамейки.

Единый архитектурный ансамбль улицы Новопесчаной совместно со сложившимся дизайном парков и скверов создаёт особенный комфорт проживающим здесь жителям Москвы.

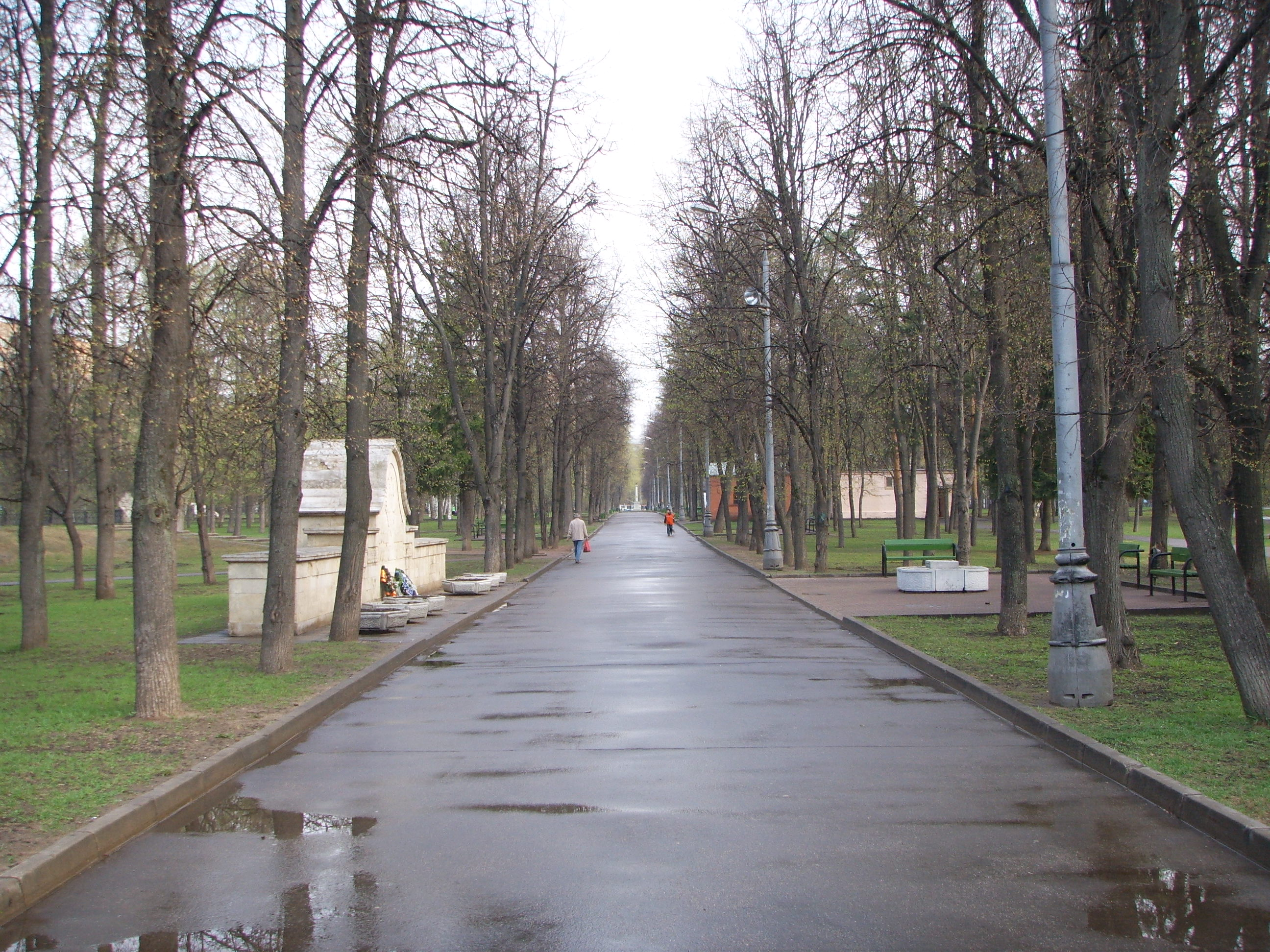
Мемориальный парк
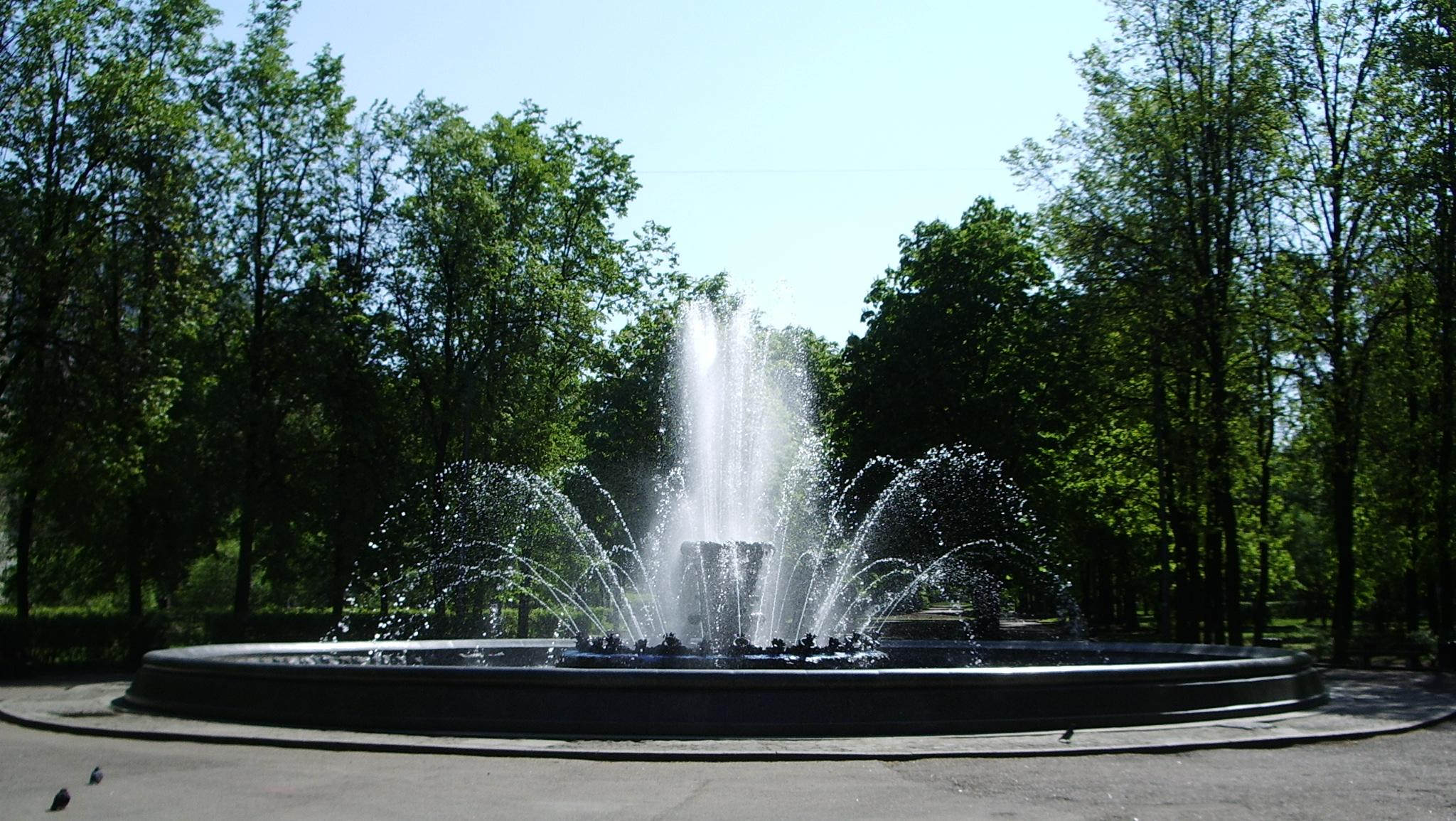
Фонтан в сквере на 2-й Песчаной улице («Георгиу-Деж»).
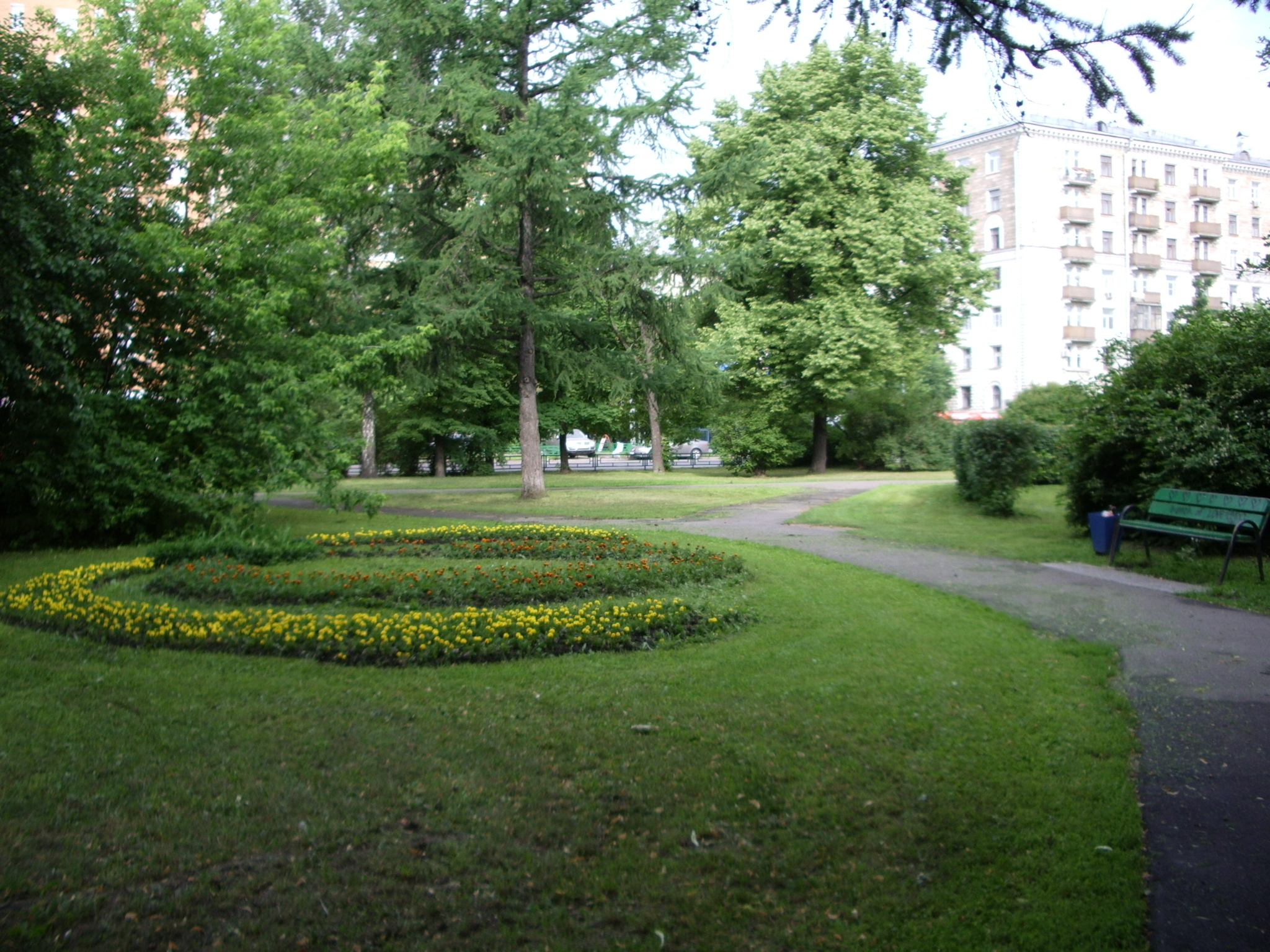
Сквер на Песчаной площади

## Транспорт

### Автомобильное движение

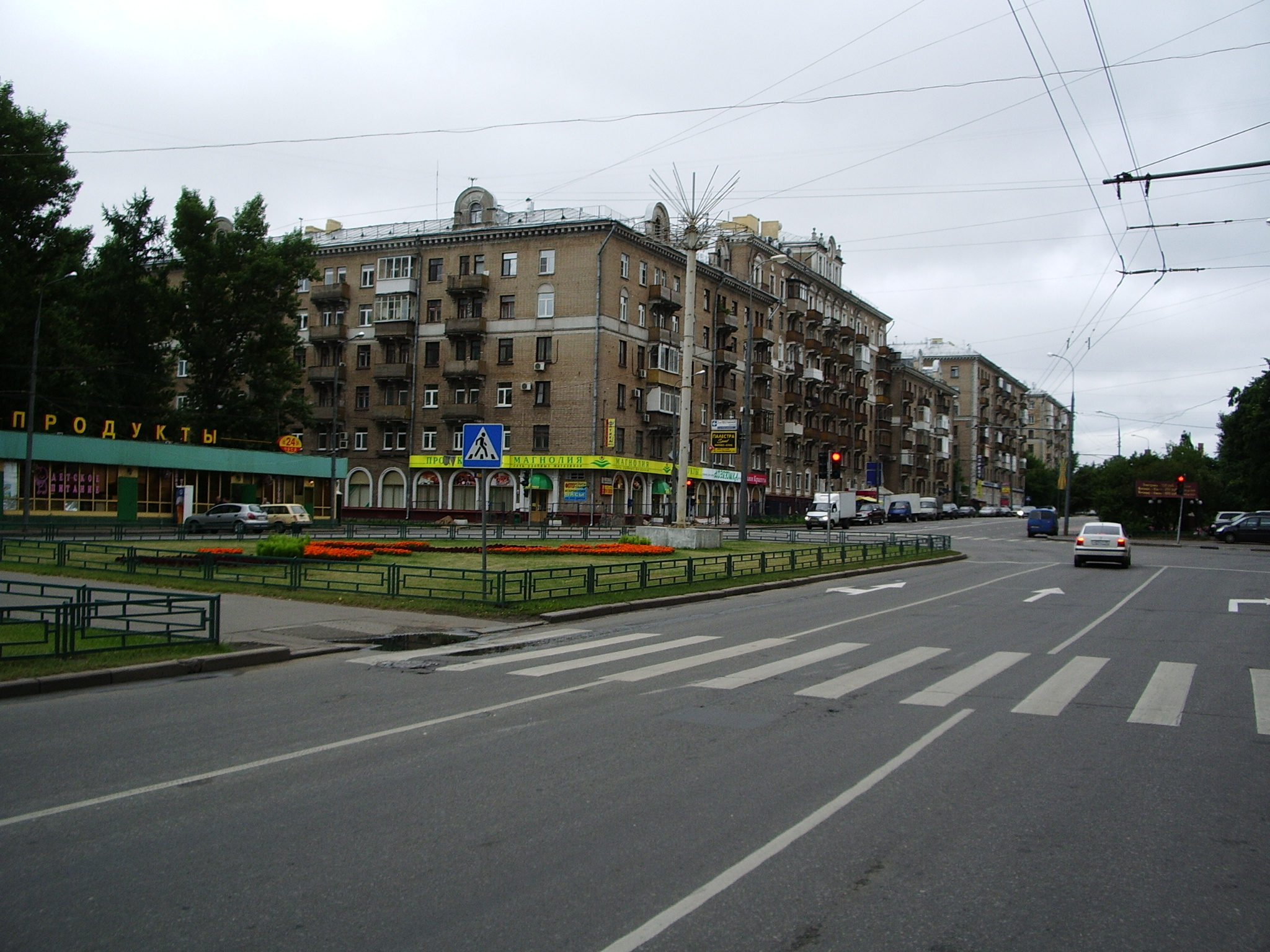
Перекрёсток со 2-й Песчаной улицей

На участке от Ленинградского проспекта до Песчаной площади Новопесчаная улица имеет по три полосы для движения в каждом направлении. На Песчаной площади организовано круговое движение. На участке от улицы Зорге до улицы Куусинена движение одностороннее в сторону улицы Куусинена (дорога здесь имеет две полосы для движения). На Новопесчаной улице 5 светофоров (на перекрёстках с Ленинградским проспектом, с улицей Луиджи Лонго, со 2-й Песчаной улицей, на Песчаной площади и напротив кинотеатра «Ленинград») и 5 нерегулируемых пешеходных переходов. На перекрёстке с Ленинградским проспектом возможен поворот только в сторону центра.
Новопесчаная улица, несмотря на её значительную ширину, в транспортном отношении практически разгружена. Это связано с тем, что основные транспортные артерии города, такие как Хорошёвское шоссе и Ленинградский проспект, между собой соединяются более короткими и удобными путями: через улицу Алабяна и Чапаевский переулок. Интересной транспортно-архитектурной особенностью улицы является её превращение в бульвар от дома 13/3 до дома 17/7, таким образом достигнуто снижение шумности транспортного потока напротив наиболее крупных жилых зданий, а также созданы специальные зоны безопасности в виде укороченных пешеходных переходов напротив школы № 1384 и фонтана.

### Метро
Ближе всего расположена станция метро «Сокол» — 270 метров от западного вестибюля станции до перекрёстка Новопесчаной улицы и Ленинградского проспекта. Ближайшие станции, до которых можно доехать от Новопесчаной улицы на наземном общественном транспорте, — «Аэропорт» и «Полежаевская».

### Наземный общественный транспорт
На Новопесчаной улице расположены остановки наземного общественного транспорта:
- Остановка «Площадь Марины Расковой» автобусов т86, 175, 403 (при следовании от Ленинградского проспекта).
- Остановка «Новопесчаная улица, 3» автобусов т65, 403 (при следовании к Ленинградскому проспекту).
- Остановка «Новопесчаная улица» автобусов т65, т86, 175, 403.
- Остановка «Парк героев Первой мировой войны» автобусов т65, т86, 175, 403.
- Остановка «Вторая Песчаная улица» автобусов т65, т86, 175, 403.
- Остановка «Песчаная площадь» автобусов т65, т86, 64, 175, 318, 403, 818.

В непосредственной близости от Новопесчаной улицы находятся остановки:
- Остановка «Площадь Марины Расковой» автобусов м1, н1, н12, т70, т86, 356, 403, 412 — рядом с перекрёстком Новопесчаной улицы и Ленинградского проспекта.
- Остановка «Песчаная площадь» автобусов т65, 175, 403 — рядом с перекрёстком Новопесчаной улицы и улицы Куусинена.

## Новопесчаная улица в литературе и кинематографе
Новопесчаная улица является местом действия (играющим важную роль в повествовании) повести Сергея Баруздина «Я люблю нашу улицу» (1969 год). На Новопесчаной улице часто проходят различные киносъёмки. Например, дома № 13 и 17 фигурируют в сериале «Не родись красивой». Новопесчаную улицу можно увидеть также в фильмах «Человек родился», «Шуб-баба Люба!» и других.